# 集论编程
集论编程是一种基于数学集论的编程范型。基于该范型的编程语言的其中一个示例是SETL 。集论编程的目标是显著提高程序员编程的效率，使程序可读和清晰。

## 带有基于集合的算子的语言
- Bandicoot
- Claire
- LINQ - 到.NET语言比如C#、F#和VB.NET的扩展
- Matlab
- Miranda
- SQL
- SETL